# نفیسه کوهنورد
نفیسه کوهنورد (زادهٔ ۱۵ دی ۱۳۵۶) خبرنگار و روزنامه‌نگار ایرانی است. وی در بی‌بی‌سی فارسی فعالیت می‌کند. گزارش‌های تهیه شده توسط او در منطقه غرب آسیا و کشورهایی چون عراق، لبنان و اسرائیل هستند. کوهنورد در روزنامه‌های شرق، همشهری، ایران و شبکه سی‌ان‌ان ترک در تهران سابقه خبرنگاری داشت و از سوی روزنامه همشهری به عنوان خبرنگار اعزامی این به ترکیه سفر کرد و پس از مدتی به عنوان مسئول صفحه سیاست خارجی همشهری منصوب شد.
نفیسه کوهنورد به زبان‌های فارسی، انگلیسی و عربی آشنا است. او در دوران کودکی در یک مدرسه فرانسوی در ارومیه درس خوانده است. وی تحصیلات خود را در دانشگاه شهید بهشتی تهران در رشته مدیریت بازرگانی گذرانده و با ترجمه مقاله‌ای دربارهٔ رجب طیب اردوغان (اردیبهشت ۱۳۸۱) در روزنامه همشهری فعالیت رسانه‌ای خود را آغاز کرد.

## فعالیت حرفه‌ای
نفیسه کوهنورد قرار بود در روزنامه سلام فعالیت کند، که روزنامه توقیف شد. پس از آن کار در روزنامه همشهری را به عنوان نویسنده و تحلیلگر حوزه ترکیه شروع کرد. نخستین مطلب او در روزنامه همشهری، دربارهٔ رجب طیب اردوغان و خیزش او برای انتخابات آن زمان بود.
او در این‌باره اینگونه توضیح می‌دهد:
دو جا کار می‌کردم یکی به عنوان دستیار حسابرس در سازمان حسابرسی که از صبح تا شب بود و یکی همشهری، که مقاله‌هایم را شب تا پاسی از صبح حاضر می‌کردم تا هر صبح با پیک برای چاپ به روزنامه بفرستم. در همان موقع اولین مصاحبه اختصاصی‌ام را با عبدالله گل که در آن زمان به عنوان نخست‌وزیر موقت ترکیه برای رایزنی دربارهٔ جنگ عراق به تهران سفر کرده بود، انجام دادم. به مرور همزمان کارم را به عنوان خبرنگار شبکه خبری سی‌ان‌ان ترک در تهران شروع کردم که البته با وجود داشتن مجوز بعد از آخرین جلسه مطبوعاتی محمد خاتمی در آخرین هفته دولتش ممنوع الکار شدم و علت آن هم سوال‌هایی که بود که در آن جلسه از طرف همشهری پرسیدم. بلافاصله بعد از این جلسه ظاهراً محمود احمدی‌نژاد که به تازگی شهردار تهران و صاحب روزنامه شده بود، شخصاً در تماس با سردبیر روزنامه دستور اخراجم را صادر کرده بود. همان روز روزنامه کیهان با نشر مطلبی در ستون ویژه من را متهم به جاسوسی برای ترکیه کرد و از من به عنوان دختر جوانی با روابط مشکوک نام برد.
خبر اخراج و نامه او به محمد خاتمی در شکایت از برخوردی که فقط به خاطر پرسش‌هایش شده بود، در رسانه‌های خارج از کشور انعکاس گسترده‌ای پیدا کرد. او پس از چند ماه محرومیت از کار توانست در سرویس بین‌الملل روزنامه ایران شروع به کار کند. اما این همکاری با ریاست‌جمهوری احمدی‌نژاد به پایان رسید.
با این‌حال همچنان به نوشتن برای روزنامه‌های دیگر ادامه داد. او بلافاصله پس از سقوط صدام برای پوشش وضعیت عراق به آنجا سفر کرد و چندین انتخابات در ترکیه و کردستان عراق را پوشش داد.
نفیسه کوهنورد با آغاز به کار بی‌بی‌سی فارسی با شرکت در آزمون ورودی این شبکه، مرحله تازه‌ای از کار خود را آغاز کرد. او در سه سال اول ورود خود به بی‌بی‌سی، خبرنگار این شبکه در ترکیه بود و زمین‌لرزه ۲۰۱۱ وان، نبرد و مذاکره با پ‌ک‌ک و آغاز گفتگوهای هسته‌ای را پوشش داد:
پس از سه سال مأموریت در استانبول راهی لندن شدم و کارم را به عنوان مجری برنامه نوبت شما آغاز کردم که این باعث مضاعف شدن فشارها بر خودم و خانواده‌ام از سوی دستگاه‌های اطلاعاتی ایران شد. از انتشار بیوگرافی قلابی و ایجاد صفحه تقلبی فیسبوک و نوشتن حرف‌هایی از جانب من که عمدتاً در باب مسایل اخلاقی بود گرفته تا احضار مداوم خواهر کوچکتر و پدرم در تهران و اورمیه. آنها خواستار این بودند که من برنامه را ترک کنم که نکردم تا زمانی که مسئولیت دفتر بیروت بی‌بی‌سی فارسی را به عهده گرفتم.
او با آغاز حمله داعش به موصل عازم منطقه شد و بارها همراه با تیم همراهش در نزدیکی داعش گزارش تهیه کرد، محاصره داعش در سنجار و پوشش حمله هوایی نیروهای ائتلاف و ارتش عراق بر فراز موصل و وقایع کوبانی را پوشش داد.